# Rivière Lunettes
Pour les articles homonymes, voir Lunette.
La rivière Lunettes coule dans les municipalités de Saint-Marcellin et de Saint-Narcisse-de-Rimouski, dans la municipalité régionale de comté (MRC) de Rimouski-Neigette, dans la région administrative du Bas-Saint-Laurent, au Québec, au Canada.

## Géographie
La rivière Lunettes est un affluent de la rive droite de la Petite rivière Neigette laquelle coule vers le nord, puis le nord-est, jusqu'à la rive ouest de la rivière Neigette, laquelle coule vers l'est jusqu'à la rive ouest de la rivière Mitis ; cette dernière coule à son tour vers le nord-ouest jusqu'au littoral sud-est du fleuve Saint-Laurent où elle se déverse à la hauteur de Sainte-Flavie et de Grand-Métis.
À partir du lac Lunettes à Saint-Marcellin, dans les monts Notre-Dame, la rivière Lunettes coule sur environ 6 km vers le nord-ouest jusqu'à sa confluence.

## Toponymie
Le toponyme « rivière Lunettes » a été officialisé le 29 octobre 1979 à la Commission de toponymie du Québec.